# Magó (204 aC)
Magó va ser un militar cartaginès.
Era oficial de cavalleria al servei d'Hàsdrubal fill de Giscó, i va participar en la guerra a Hispània contra Escipió i després contra Masinissa I a l'Àfrica (204 aC).